# باب بن غشير
باب بن غشير : أحد أحياء مدينة طرابلس في ليبيا يحده من الشمال حي أبو مليانة ومن الغرب حي أبو سليم المركز ومن الجنوب حي دمشق ومن الشرق الحي الجامعي. بلغت مساحته في 2004 حوالي 1.3 كيلومتر مربع.

## التسمية
أتت تسمية هذا الحي من إحدى البوابات أو الأبواب الإثنتي عشر والتي كانت قد بنيت في أوائل أيام الاحتلال الإيطالي للمدينة حيث بني سور حول طرابلس وضواحيها. وسمي الباب أو البوابة أثناء زيارة ديكتاتور إيطاليا الفاشية بينيتو موسوليني إلى المنطقة باسم بورتا بينيتو "PORTA BINITO" أما كلمة غشير فقد أتت من اسم فندق بن غشير أو قصر بن غشير في المنطقة. وتحوي المنطقة مجموعة من الآثار والمقابر البونيقية يصل عددها الحالي لنحو 19 مقبرة.
في أواسط الخمسينيات من القرن العشرين ومع ظهور النفط في البلاد هاجر العديد من الليبيين من المناطق المجاورة لطرابلس إليها لغرض العمل في وظائف ملحقة بالشركات النفطية في المدينة، لتتكون في فترة لاحقة الكامبوات وهي أكواخ لسكن الفقراء من الصفيح. تم إزالة هذه الأكواخ في أوائل السبعينيات وبني محلها عمارات سكنية تعرف حاليا باسم «العمارات الشعبية» إضافة لعدد من المرافق والمنازل الخاصة.
يوجد في هذا الحي مجموعة من المنشآت والمرافق منها قصور الضيافة، حديقة الحرية، أمانة اللجنة الشعبية العامة للقوى العاملة والتدريب، نادي باب بن غشير الرياضي، نادي الاتحاد الرياضي، مركز الطب الصيني، الدار الجماهيرية للنشر والتوزيع والإعلان فرع طرابلس.